# ロヴィニ
ロヴィニ （クロアチア語:Rovinj、イタリア語:Rovigno）は、クロアチアの都市。イストリア半島西岸に位置する観光地であり、漁港である。イタリア人共同体があり、市内ではイタリア語がクロアチア語とともに公用語となっている。さらに、かつて半島中で話されていたロマンス語系言語のイストリア語（イストリオット語）が住民の一部によっていまだ話されている。

## 地理
ロヴィニは、イストラ郡にある9つの町の1つである。気候は地中海性気候で、1月の平均気温は4.8℃、7月の平均気温は22.3℃である。年間平均気温は16℃である。海水温は6月半ばから9月半ばまで20℃以上になる。年間平均海水温は16.6℃である。
5月半ばから9月まで、日照時間は一日10時間以上になる。年間平均降水量は、941mmである。植生は亜熱帯となる。
元々、市のある半島はかつて島で、本土から海峡で切り離されていた。1763年、海峡は埋め立てられた。ロヴィニ沖にある小島群には22の小島がある。

## 歴史
ロヴィニは、古代ローマが占領する前に既にイリュリア人の定住地があった。ローマ人は町をアルピウヌム（Arupiunum）またはモンス・ルビネウス（Mons Rubineus）、のちにルギニウム（Ruginium）、ルヴィニウム（Ruvinium）と呼んだ。沿岸に近い島に町は建てられ、1763年に海峡を埋め立てて本土とつなげたのである。
ローマの衰退後、東ローマ帝国の一部となり、6世紀にはラヴェンナ総督府の一部となった。788年にはフランク族に支配された。その後数世紀に渡り異なる封建領主の支配を受けた。1209年以降、ロヴィニはアクイレイア大司教座に支配された。
1283年から1797年まで、ロヴィニはヴェネツィア共和国が支配するイストリアの重要都市の1つであった。市は、3つの門のある2つの市壁の列で要塞化された。今も残る市壁はこの時代からのものである。埠頭に近い古い市壁の一部はバルビのアーチ（Balbi's Arch）といい、1680年から建っている。また、後期ルネサンス様式の時計塔もある。ロヴィニが市特権を授けられたのは1531年のことだった。
ヴェネツィアの没落と、ナポレオン戦争により、ロヴィニは第一次世界大戦までオーストリア帝国の一部となった。1918年から1947年まではイタリア王国に支配されていた。1947年以降ユーゴスラビアに併合された。この時代に、イタリア系住民の多くがイタリアへ逃れていった。

## 人口
ロヴィニにはおよそ15,000人が暮らしている。市民の多数派となっているのは、65.94％を占めるクロアチア人である。また、およそ2,400人（11.44％）のイタリア人が暮らしている。その他の少数民族は、2.37％のアルバニア人、1.81％のボスニア人、3.51％のセルビア人である。

## 市の政治
市議会は19人の議員から構成される。所属政党は以下のようになる。:
- イストリア民主同盟 (IDS) 13人
- 無所属 3人
- クロアチア社会民主党 (SDP) 2人
- クロアチア民主同盟 (HDZ) 1人

## ナイトライフ
地元でナイトクラブや野外劇場など遊興施設が集中するのはモンヴィである。近隣の町や都市から旅行でやってきた人々が、地元住民と一緒に楽しんでいる。モンヴィでは定期的にコンサートが開かれ、クロアチア音楽会の大物や、国際的に名の通ったハウス/テクノ音楽のDJがやってくる。モンヴィ郊外では、夜にコーヒー・バーや地元パブ、バーが賑わう。夏期には、市は若者であふれかえるが、冬期は静かな町になる。冬には多くのバーが早じまいし、週末にしか賑わわなくなる。
最も人通りが激しいのはロヴィニの中心部である。主要バス・ステーションが旧市街に向かって伸びている。大半のバーがここにあり、地元住民はここでたむろしている。毎年8月、ロヴィニはグリシア（Grisia）という、人気のある野外芸術祭を開催し、国内外の芸術家が作品をグリシアの石敷きの通りに展示する。
ロヴィニはイタリア人、ドイツ人、オーストリア人、オランダ人、イギリス人らに人気の観光地である。近接する空港はトリエステとプーラにある。最近イギリス発のトリエステ便、トレヴィーゾ便、ヴェネツィア便、プーラ便が格安に紹介されて以降、イギリス人観光客の人数が劇的に増加した。夏期には、ヴェネツィア＝ロヴィニ間を高速の直行フェリーが運航する。数多くのホテルが市内にあり、夏期には常に予約過多になってしまう。その他の宿泊設備として、個人経営の貸し部屋やアパート、バンガロー、キャンプ場などがある。

## ギャラリー

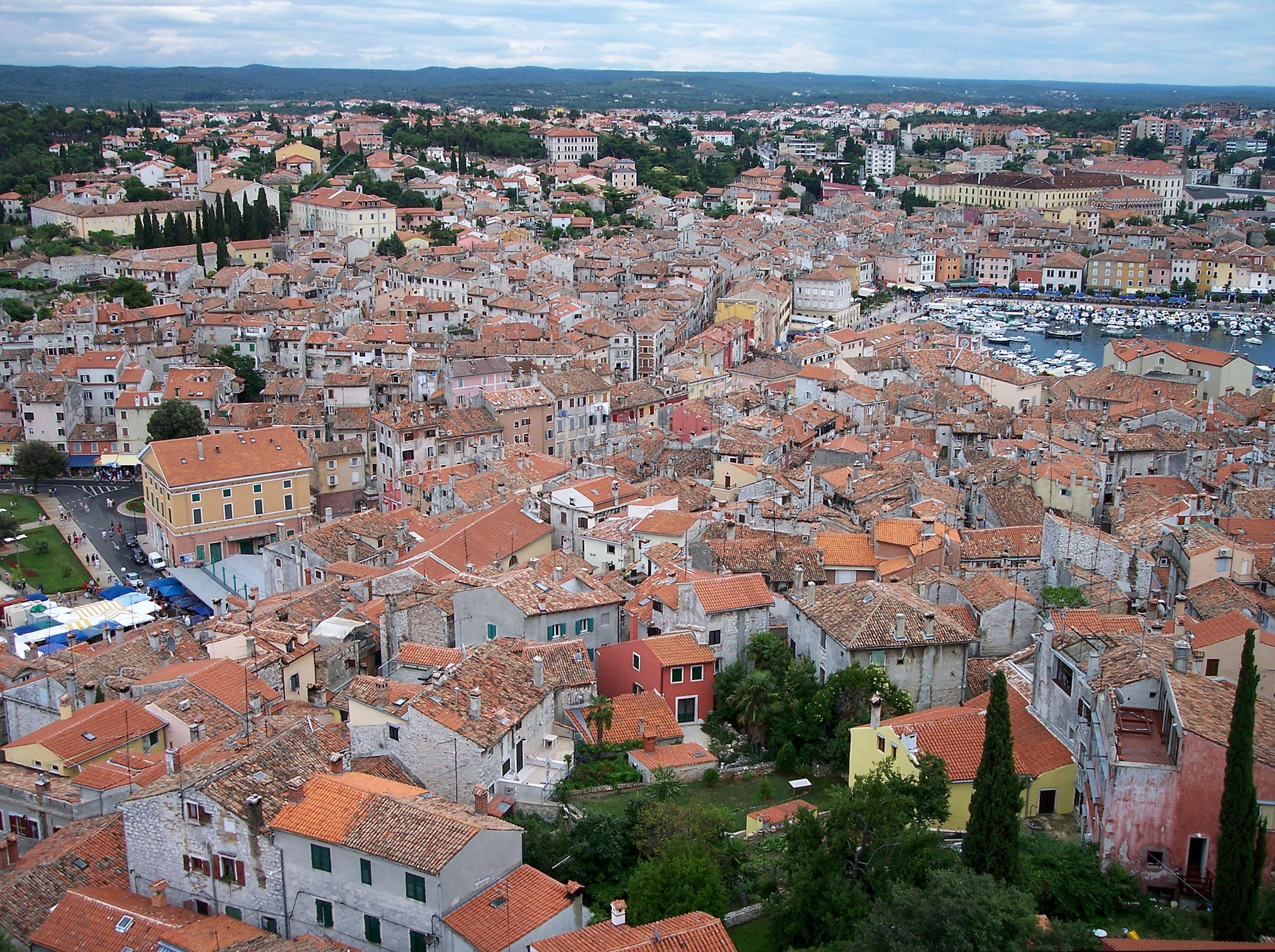
聖エウフェミヤ聖堂から眺めた旧市街
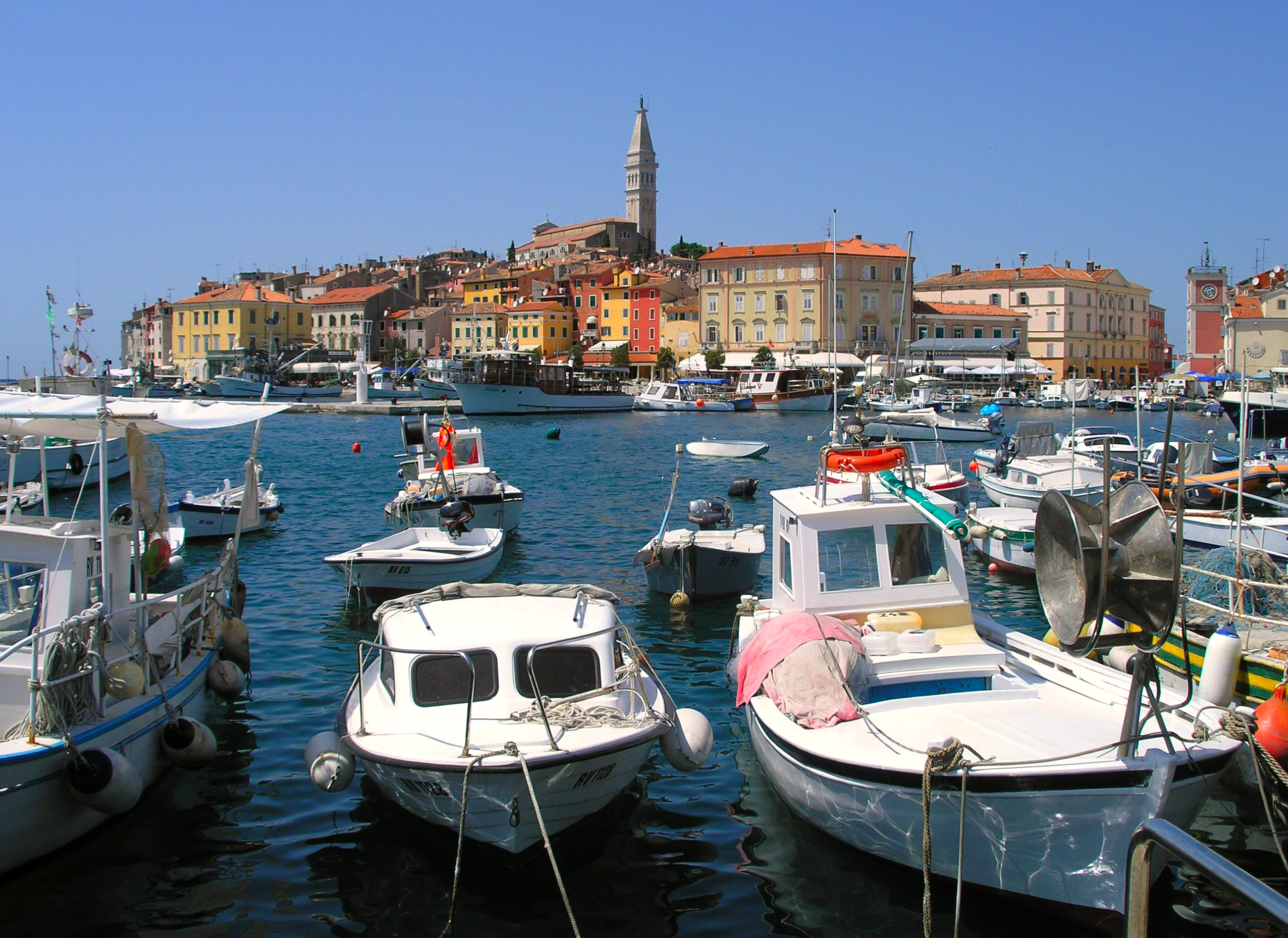
ロヴィニの港
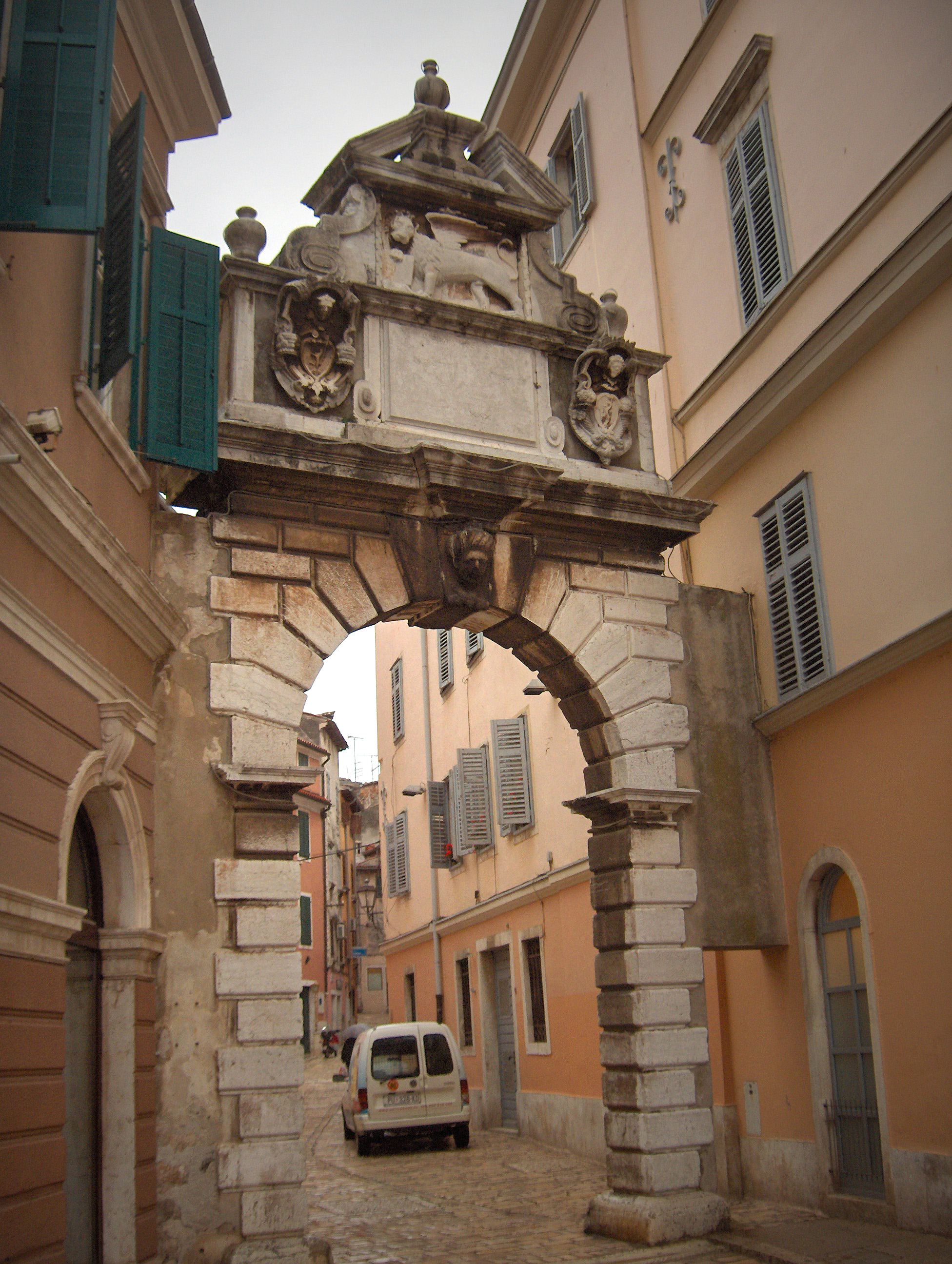
バルビのアーチ
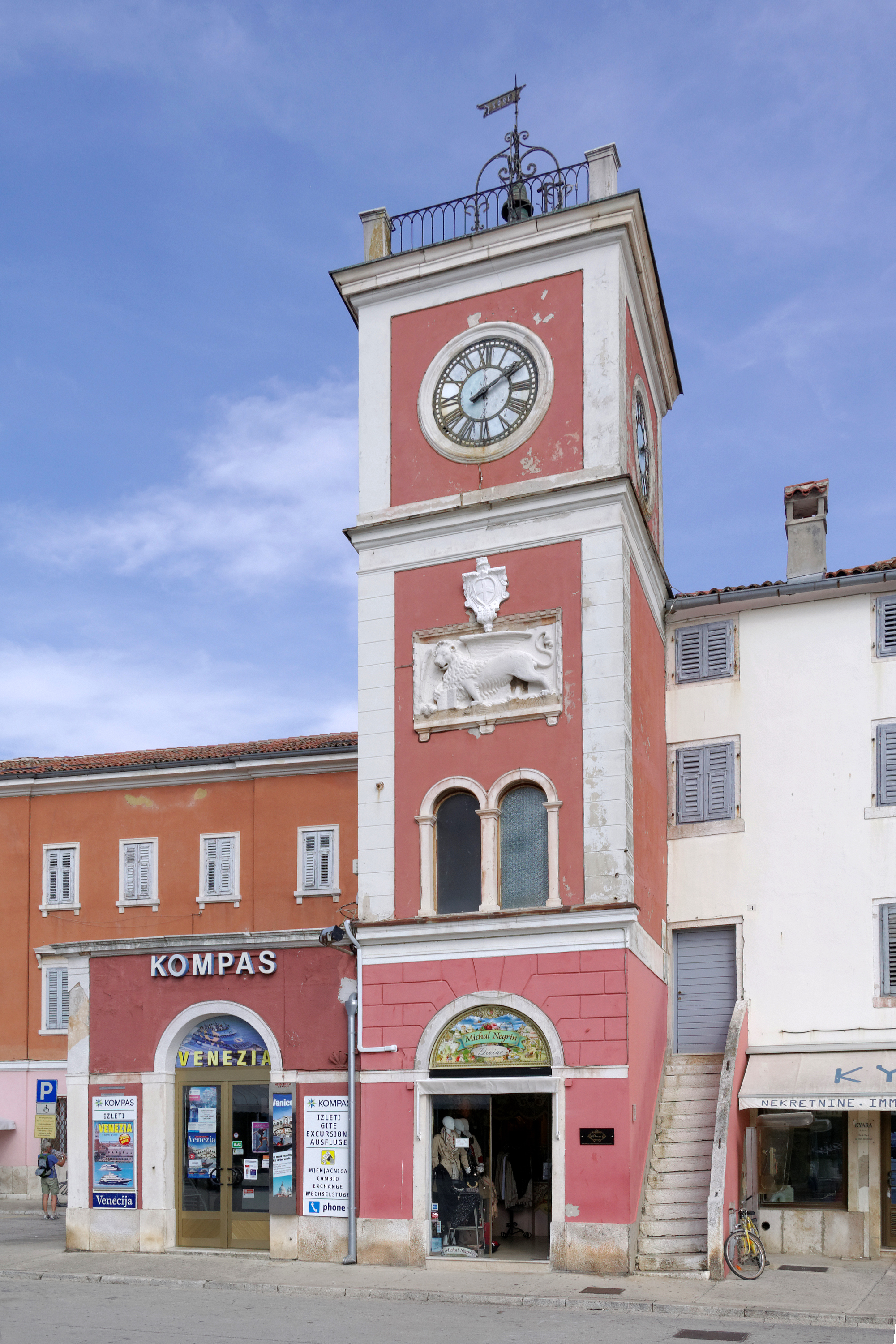
後期ルネサンス様式の時計塔
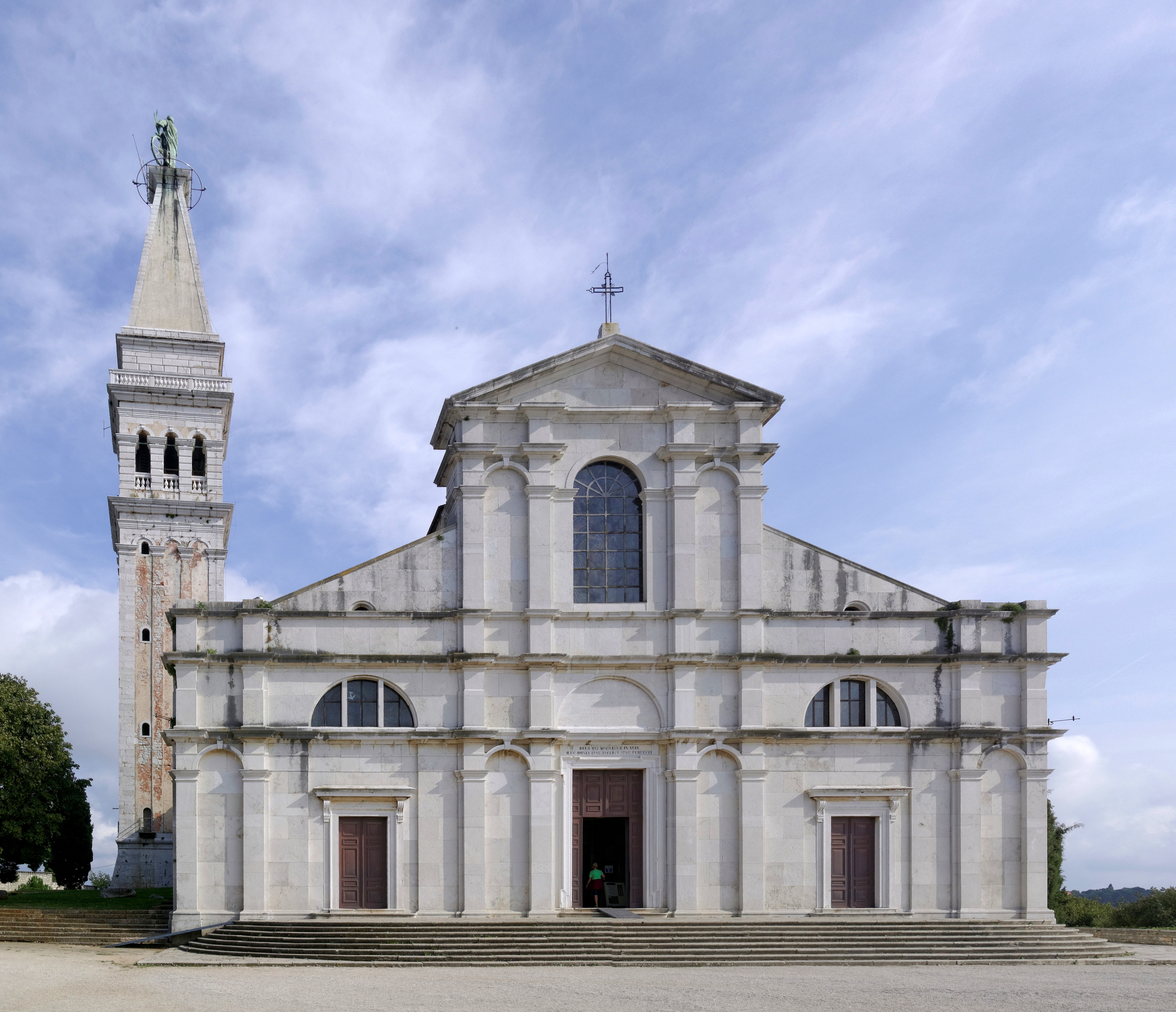
聖エウフェミヤ聖堂
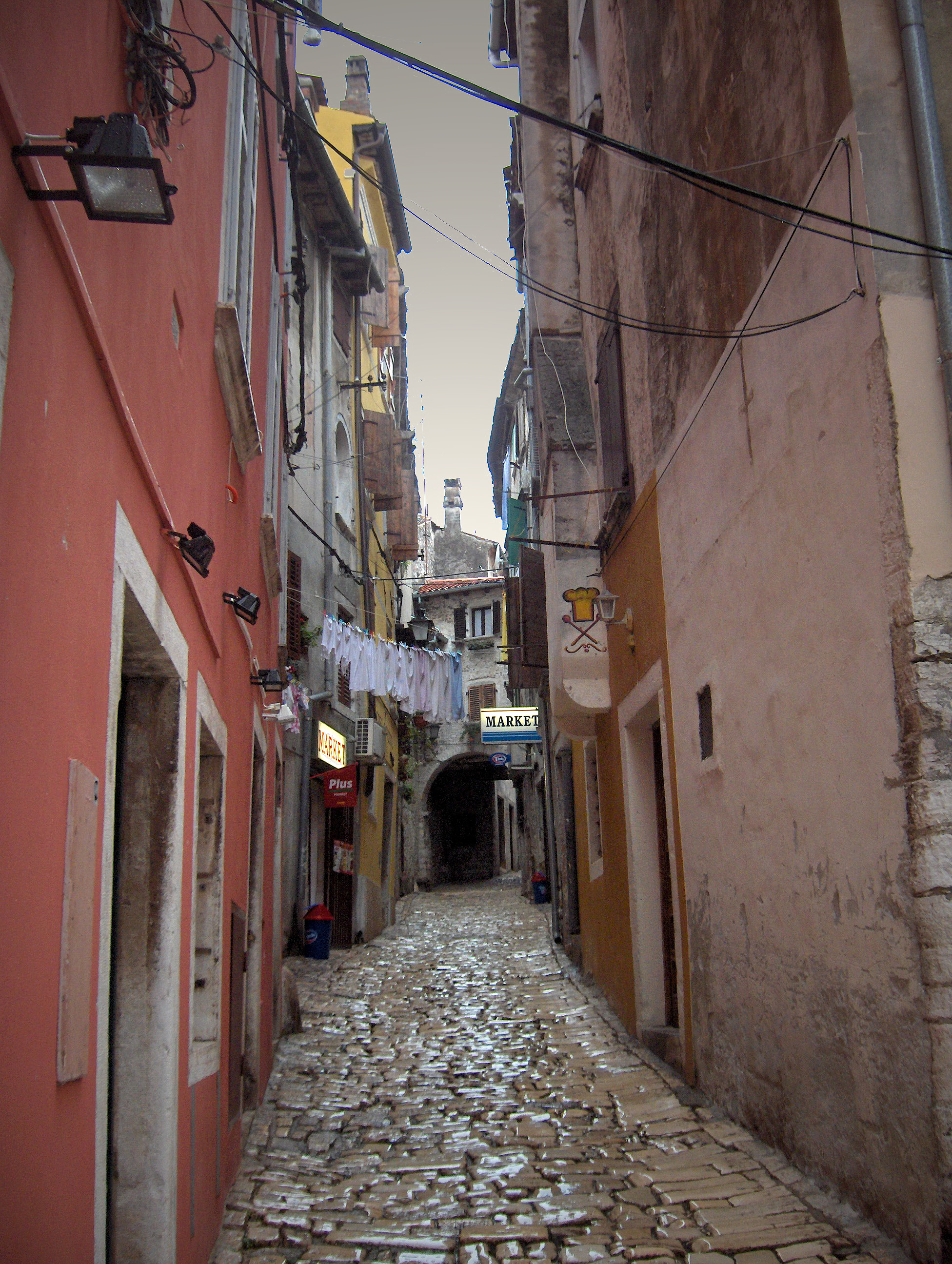
狭い通り